# Big 6 (Blue Mitchell)
Big 6 è il primo album come leader del trombettista Blue Mitchell, pubblicato dalla Riverside Records nel 1958. Il disco fu registrato il 2 e 3 luglio 1958 a New York City, New York (Stati Uniti).

## Tracce
Lato A
1. Blues March – 10:23 (Benny Golson)
2. Big Six – 6:42 (William Boone Jr.)
3. There Will Never Be Another You – 4:59 (Harry Warren, Mack Gordon)

Lato B
1. Brother 'Ball – 7:21 (Blue Mitchell)
2. Jamph – 3:46 (Curtis Fuller)
3. Sir John – 8:05 (Blue Mitchell)
4. Promenade – 1:40 (William Boone Jr.)

## Musicisti
- Blue Mitchell - tromba
- Johnny Griffin - sassofono tenore (tranne: A3)
- Wynton Kelly - pianoforte
- Curtis Fuller - trombone (tranne: A3)
- Wilbur Ware - contrabbasso
- Philly Joe Jones - batteria